# 閣道一
仙后座ι，又名BD+66 213，HD 15089、SAO 12298、HR 707，是仙后座的一颗恒星，视星等为4.52，位于銀經132.12，銀緯6.29，其B1900.0坐标为赤經2h 20m 49.2s，赤緯+66° 6.29′ 11″。